# Kate Thornton
Kate Thornton (Cheltenham, 7 febbraio 1973) è una conduttrice televisiva, giornalista e conduttrice radiofonica britannica.

## Carriera
Nel 1995 è diventata la prima donna e la più giovane editrice della rivista musicale Smash Hits, producendo il suo primo numero nel febbraio del 1996, riguardante lo scioglimento della boy-band Take That. Successivamente, dal 1997 al 2001, ha collaborato con il The Sunday Times. Inoltre, ha anche lavorato per con la rivista Marie Claire.
Nel febbraio del 1997 ha condotto il suo primo programma televisivo, Straight Up, andato in onda sulla ITV. Successivamente, le è stato incaricato di mettere insieme un tributo fotografico con sottofondo musicale in onore di Lady Diana, il giorno della sua morte, utilizzando Candle in the Wind di Elton John. Inoltre, a partire dal 2002, ha presentato numerosi programmi per la BBC Radio 2.
Dal 2004 al 2006 ha condotto il talent show musicale The X Factor, per poi essere sostituita da Dermot O'Leary. Nel 2008 ha condotto il tour dal vivo di Strictly Come Dancing. In seguito, dal 2009 al 2011, ha condotto il talk show Loose Women, assieme ad Andrea McLean. Successivamente è stata sostituita da Carol Vorderman.
Nel 2010 ha co-condotto il reality show 71 Degrees North, assieme a Gethin Jones. L'anno seguente ha presentato A Night with Will Young.. Nel 2012 ha condotto sei episodi di Lorraine.
Ha anche condotto Gravity Games, sulla BBC Two, Women: The Naked Truth Honest,  su Channel 4 e Breast Uncupped, su Sky 1.

## Vita privata
Dal 2004, ha iniziato una relazione con il DJ Darren Emerson, dal quale ha avuto un figlio nel 2008. Il 3 febbraio 2011, ha annunciato la loro separazione.